# Vía Devana

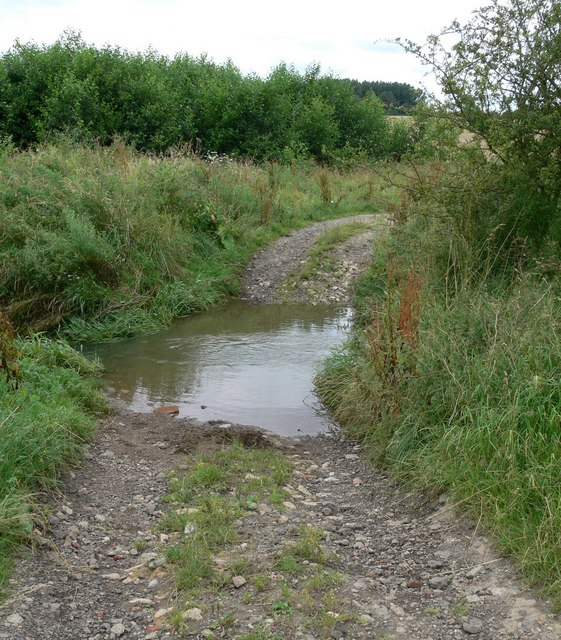
Vía Devana en las cercanías de Leicester.

La Via Devana fue una calzada romana construida en la provincia imperial de Britania, actual Inglaterra, que se extendía entre Colonia Victricensis (Colchester), en el sureste, y Deva (Chester) en el noroeste, de la cual la vía tomaba el nombre. Ambas poblaciones son consideradas, por algunos, las ciudades más antiguas de ese país. 

## Algunas poblaciones de la ruta
Y sus toponimias romanas:
- Colchester: Colonia Victricensis
- Cambridge: Cantabrigia
- Huntingdon / Godmanchester: Durolipus o Durovigutum
- Corby:
- Medbourne:
- Leicester: Ratae Coritanorum
- Mancetter: Manduessedum
- Water Eaton: Penncrucium
- Whitchurch, Shropshire: Mediolan o Mediolanum
- Chester: Deva